# Helmsdorf
Helmsdorf är en ortsteil i staden Dingelstädt i Landkreis Eichsfeld i förbundslandet Thüringen i Tyskland. Helmsdorf var en kommun fram till  1 januari 2019 när den uppgick i Dingelstädt. Kommunen Helmsdorf hade 501 invånare 2018.

## Furstegraven i Helmsdorf
Den så kallade Furstengrab von Helmsdorf anlades cirka 1840 f Kr. Gravhögen är från den tidiga bronsåldern  Úněticekulturen (2300–1550 f. Kr.) Graven ligger mellan Augsdorf och Helmsdorf, som idag är delar av orten Gerbstedt i  Landkreis Mansfeld-Südharz (Sachsen-Anhalt). Gravhögen var byggd på ett gravfält från den snörkeramiska kulturen från senneolitikum. Fynd av skärvor från romersk kejsartid visar att högen har använts även vid denna tid. Även från slavisk tid finns fynd. En efterbegravning inuti högen härrör från merovingertiden.
Under medeltiden användes platsen för avrättningar och kallades Stora Galjhögen. Genom att högen hotades av gruvdriften blev den undersökt 1906 -  1907 av läraren och hembygdsforskaren Hermann Größler. Efteråt avlägsnades högen. På platsen finns idag en gruvbyggnad. Fynden från undersökningen bevaras i Regionhistoriska samlingen i Eisleben. 
Vid sidan av Bornhöck vid Raßnitz och furstegraven i Leubingen är furstegraven i Helmsdorf en av de mera betydande gravarna i  Úněticekulturen i mellersta Tyskland. Graven är dendrokronologiskt daterad till 1840±10 f.Kr.

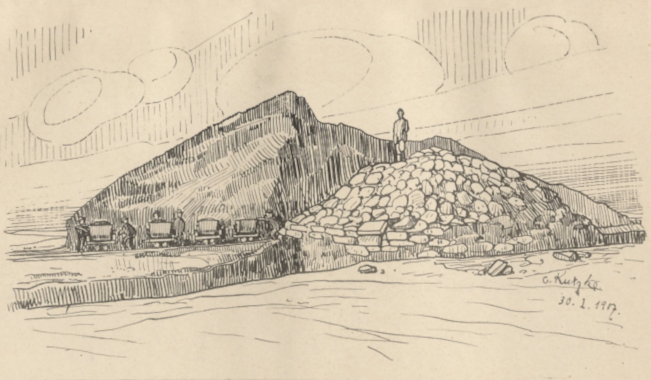
Teckning av gravhögen under utgrävning 1906/07